# Dino Pita
Dino Pita (Foča, 20 settembre 1988) è un cestista svedese.

## Carriera
Dopo sette stagioni nel Södertälje Basketbollklubb, gioca dal 2013-2014 nel Liège Basket. Veste la maglia della Svezia dal 2012.

## Palmarès
- Campionato svedese: 2

Södertälje: 2012-13, 2015-16
- Coppa di Slovacchia: 1

Patrioti Levice: 2019